# 切手シート

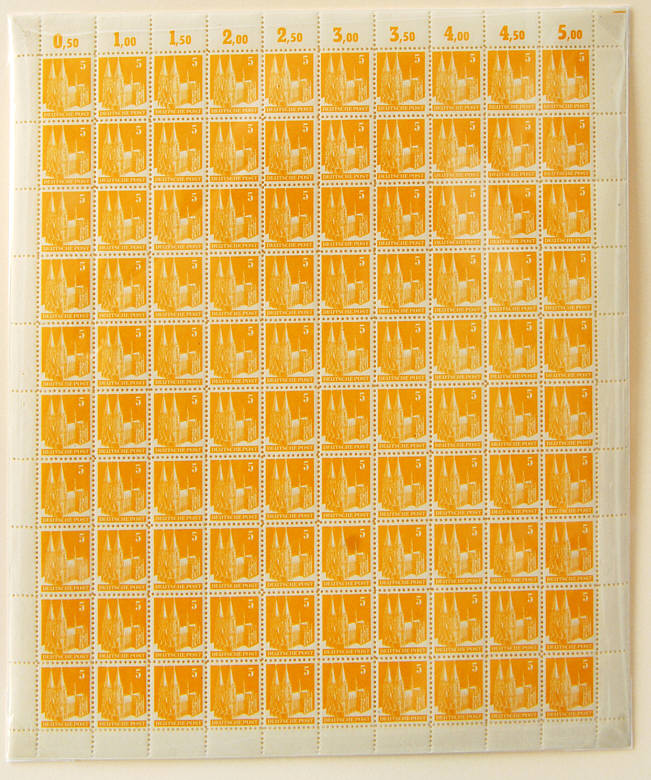
連合国に占領されていたドイツのバーデンで発行された切手シート

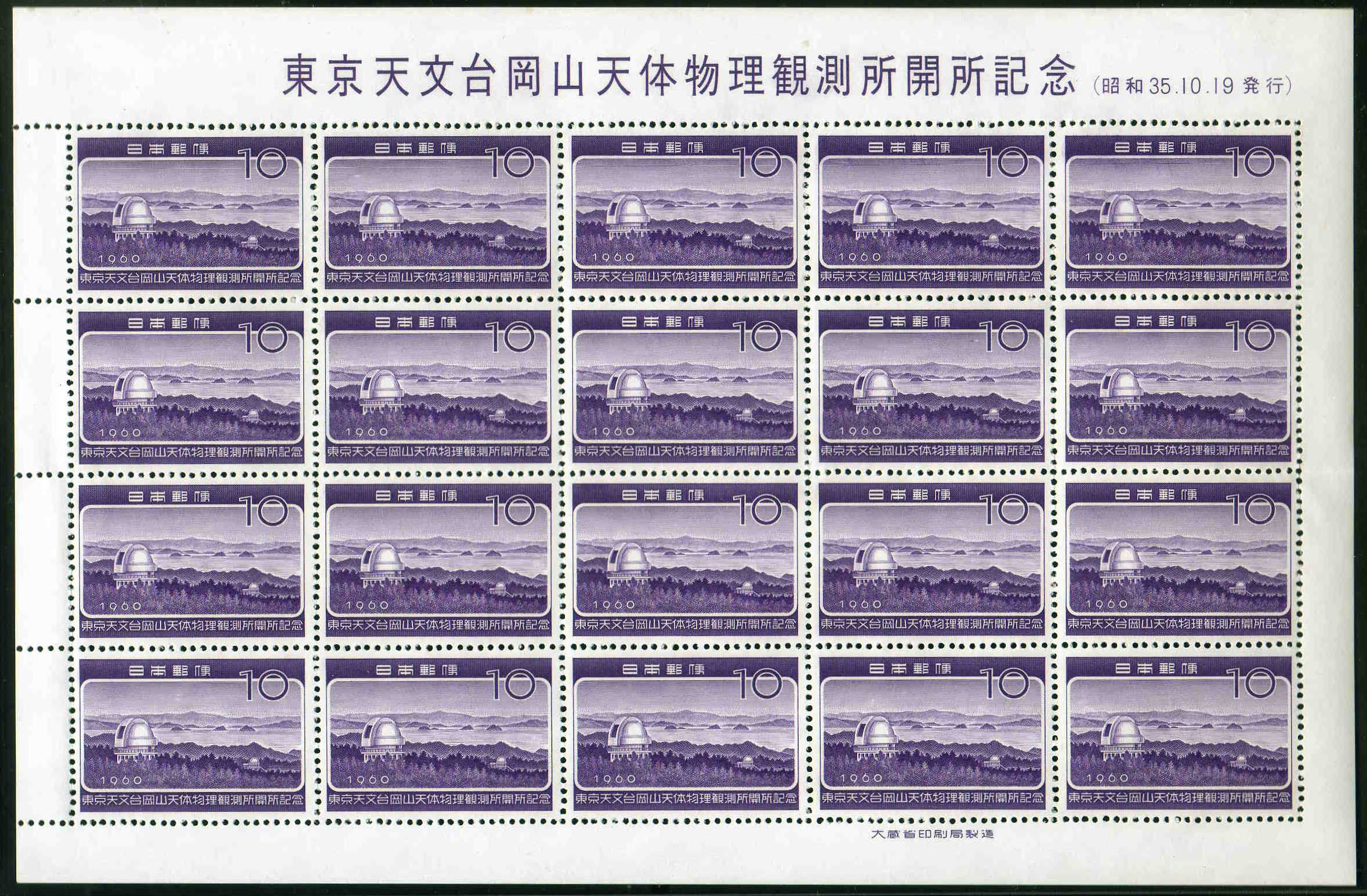
日本の記念切手シートの例

切手シート（きってシート、英語:Sheet of Stamps）とは、個別に切り離されていない状態の切手である。切手が複数枚印刷される際に、周囲が余白（耳紙"みみがみ"）で囲まれている形をさす。シートは数枚から数百枚の切手で構成される場合があるほか、切手収集家などを対象にした小型シートもある。切手が収集の対象となることがあるのと同様に、切手シートも収集されることがある。

## 概要
切手は、一枚一枚が小さなサイズであるため、一枚一枚を個別に印刷するのではなく、大判ないしロール状の切手用印刷用に印刷される場合が多い。この際には数シート分の切手印刷原版がセットされている。シート印刷後、郵便局などで販売しやすいサイズに裁断したものを切手シートという切手シートはそれに付随される余白部分（耳紙）で構成されるものを1シートという。
世界最初の切手であるペニー・ブラックは1シートが240枚であったほか、日本最初の切手である竜切手は1シート40枚である。現在日本で販売されている多くの普通切手は縦10枚×横10枚の1シート100枚であるが、2011年より普通切手のうち70円、110円、420円、並びに慶事用80円については10枚シートに変更されている。また1000円切手は20枚シートである。
記念切手の場合、普通切手に比べて一般にサイズが大きいため、シート1枚あたりの切手の枚数は少ない傾向があり、1シートが10枚もしくは20枚が多いが、過去には50枚以上のものが存在した。また切手趣味週間切手である「月に雁」と「見返り美人」最初の切手は1シート5枚であった。また後述の小型シートも同時に発行される場合もあり、その場合1シートあたりの切手の枚数が多いほうが切手シートとされる。
耳紙には、その切手を印刷した印刷所（現在の日本では国立印刷局）の名称を示す銘版（めいはん）、印刷に使った色を示すカラーマーク、記念切手やふるさと切手の場合は、切手の発行年月日や切手のタイトルなどが記されている。日本の普通切手（100枚シート）や諸外国では印刷に用いられた版を示す版番号も印刷されている。
切手を、個別に切り離して使用する際には、切り離し易いように切手シートには、多数の小さな穴（目打）が空けられている場合のものが殆どである。また穴のない無目打切手が存在する。これは19世紀に切手が発行され始めた当時、切手に目打を入れる機械が未導入であったためであり、イギリスや日本など最初に発行された切手はいずれもなかった。また第二次世界大戦中の日本では機械の部品が用意できないなどの理由で無目打で発行されたものもある。ただし近年では切手収集家向けに無目打の切手が別途販売されることもある。

## 小型シート
通常のシートよりも用紙に、切手（多くは記念切手やその他の特殊切手）を一枚から数枚印刷した、主に切手収集家を対象に販売するものを小型シートという。日本ではお年玉付き年賀葉書の景品のものが代表的である。